# Moth (klasa jachtu)
Ćma to mała klasa rozwojowa jachtu mieczowego. Pierwotnie mała, szybka, domowa łódź żaglowa zaprojektowana do pływania po powierzchni wody, a od 2000 r. stała się drogą i w dużej mierze produkowaną komercyjnie łodką będącą wodolotem korzystającym z hydroskrzydeł, chociaż wiele kadłubów nadal jest budowane w domu, zazwyczaj przy znacznie niższych kosztach.
Ćmy nie używające hydroskrzydeł (po angielsku nazywane low-rider) wciąż pływają i ścigają się, ale są znacznie wolniejsze niż ich odpowiedniki używające hydroskrzydeł.

## Typy
Od czasu pierwszego użycia nazwy klasy w latach dwudziestych XX wieku istniało kilka rodzajów ćmy:
- Classic Moth – tradycyjna łódka z bardziej restrykcyjnymi ograniczeniami projektowymi.
- British Moth – zaprojektowany w 1932 roku i wznowiony w 2004 roku.
- Moth Restricted – lat 60. i 70., z kilkoma ograniczeniami projektowymi, aby umożliwić rozwój klasy.
- Moth Europa – stała się klasą olimpijską dla kobiet: Europa.
- Nowozelandzki Mark 2 scow Moth – licznie występujący w latach 70. XX w.
- The International Moth – szybki wodolot, pomyślany jako klasa rozwojowa, ponieważ poza kilkoma ograniczeniami panuje całkowita dowolności w projektowaniu oraz używanych materiałach[1].

## Wydarzenia

### Mistrzostwa świata
Mistrzostwa świata klasy Moth to coroczne regaty wyłaniające najlepszych żeglarzy klasy.
| Rok  | Kraj          | Miejsce      | Zwycięzca            | 2. miejsce       | 3. miejsce     | Startujących | Krajów |
| ---- | ------------- | ------------ | -------------------- | ---------------- | -------------- | ------------ | ------ |
| 2022 | Argentyna     | Buenos Aires | Dylan Fletcher-Scott | Massimo Contessi | Simone Salva   | 47           | 10     |
| 2024 | Nowa Zelandia | Whangaparāoa | 5107 Mattias Coutts  | 5006 Jacob Pye   | 5109 Otto Henr | 67           | 13     |

### Mistrzostwa Polski
Mistrzostwa Polski są rozgrywane od 2022 roku.
| Rok  | Miejsce             | Zwycięzca             | 2. miejsce              | 3. miejsce            | Startujących |
| ---- | ------------------- | --------------------- | ----------------------- | --------------------- | ------------ |
| 2022 | Jezioro Zegrzyńskie | 4831 Robert Graczyk   | 48 Mikołaj Chłopek      | 4632 Gustaw Micinski  | 12           |
| 2023 | Puck                | 4950 Robert Graczyk   | 4674 Michal Korneszczuk | 4937 Maciej Żarnowski | 15           |
| 2024 | Puck                | 5090 Maciej Żarnowski | 4877 Mikołaj Chłopek    | 4085 Łukasz Machowski | 8            |

#### Klasyfikacja medalowa
Poniższa tabela zawiera zestawienie zawodników, którzy zdobyli przynajmniej jeden medal mistrzostw polski klasy Moth.
| Miejsce | Zawodnik           | Lata        | Złoto | Srebro | Brąz | Razem |
| ------- | ------------------ | ----------- | ----- | ------ | ---- | ----- |
| 1.      | Robert Graczyk     | 2022 – 2023 | 2     | 0      | 0    | 2     |
| 2.      | Maciej Żarnowski   | 2023 – 2024 | 1     | 0      | 1    | 2     |
| 3.      | Mikołaj Chłopek    | 2022 – 2024 | 0     | 2      | 0    | 2     |
| 4.      | Michal Korneszczuk | 2023        | 0     | 1      | 0    | 1     |
| 5.      | Gustaw Micinski    | 2022        | 0     | 0      | 1    | 1     |
| 5.      | Łukasz Machowski   | 2024        | 0     | 0      | 1    | 1     |

### Mistrzostwa Polski Masters
| Rok  | Miejsce             | Zwycięzca           | 2. miejsce             | 3. miejsce          | Startujących |
| ---- | ------------------- | ------------------- | ---------------------- | ------------------- | ------------ |
| 2022 | Jezioro Zegrzyńskie | 4831 Robert Graczyk | 4511 Tomasz Zakrzewski | 4067 Tomasz Flisiak | 3            |

#### Klasyfikacja medalowa kategorii masters
Poniższa tabela zawiera zestawienie zawodników, którzy zdobyli przynajmniej jeden medal mistrzostw polski klasy Moth.
| Miejsce | Zawodnik          | Lata | Złoto | Srebro | Brąz | Razem |
| ------- | ----------------- | ---- | ----- | ------ | ---- | ----- |
| 1.      | Robert Graczyk    | 2022 | 1     | 0      | 0    | 1     |
| 2.      | Tomasz Zakrzewski | 2022 | 0     | 1      | 0    | 1     |
| 3.      | Tomasz Flisiak    | 2022 | 0     | 0      | 1    | 1     |